# Nemoria nigrisquama
Nemoria nigrisquama là một loài bướm đêm trong họ Geometridae.